# Club Sport Marítimo de La Guaira
O Club Sport Marítimo de Venezuela é um clube de futebol profissional venezuelano com sede em La Guaira, estado de La Guaira. Atualmente joga na Segunda Divisão da Venezuela e disputa seus jogos em casa no Complejo Deportivo Camurí Chico.

## História
Em 1957, um grupo de portugueses liderado por Antonio Firmino Barros e Artur Brandão Campos decidiu formar uma equipa de futebol para “matar” o tempo e a saudade da pátria. Chamaram-lhe “Deportivo Tiuna”, mas essa designação não duraria muito. Nas longas discussões que decorreram na fábrica de borracha dos fundadores (denominada “Cauchos Brauc”), situada em Santa Mónica, cedo se aperceberam que a grande maioria dos jogadores de futebol da equipa eram adeptos fervorosos do Marítimo da Madeira. Assim, em 1º de maio de 1959, decidiram mudar o nome para “Tiuna”, e assim nasceu o Club Sport Marítimo de Venezuela, uma das instituições mais importantes da história do futebol venezuelano.
A equipe disputou durante várias décadas os diversos torneios de futebol amador da capital onde alcançou importantes conquistas. Eram animadores do antigo e popular “Torneo Ibérico” (o mais importante e antigo torneio de futebol amador da América do Sul). Nesse período conquistou o título de Campeão Distrital da Associação Estadual de Miranda em 1977. Em 1981, o clube viajou pela primeira vez para a Ilha da Madeira, numa jornada em que defrontou as três grandes equipas do futebol madeirense (Marítimo, Nacional e União). Aproveitou-se também a oportunidade para converter a seleção venezuelana no sexto afiliado no mundo do clube “vermelho e verde” português.
Em 1985 e após a falência do Deportivo Portugués, um grupo de “maritimistas” liderado por Mario Pereira (ex-jogador do clube), tomou a decisão de dar um passo em frente e “saltar” para o futebol profissional. A equipa inscreveu-se na segunda divisão e reciclou muitos dos recursos humanos do desaparecido Deportivo Portugués (principalmente o treinador Rafa Santana e vários jogadores), varrendo desde o início do campeonato e conquistando a promoção, ao mesmo tempo que estabeleceu uma invencibilidade de 28 jogos. sem conhecer a derrota. Essa marca ainda é válida para a categoria até hoje.
O time em campo deu show e não encontrou rival no campeonato secundário. Jornalistas e torcedores de outros clubes da capital da primeira divisão começavam a se surpreender: “De onde veio esse time?”, perguntaram. Uma onda de entusiasmo começou a crescer em torno do clube e cada jogo disputado em casa tornou-se numa festa de afirmação da nacionalidade lusitana. Famílias inteiras de luso-venezuelanos voltaram a contar com uma equipa que os encheu de orgulho.[carece de fontes?]
José “Cherry” Gamboa, membro daquele plantel que conseguiu a promoção, recorda o primeiro jogo em casa do novo lema profissional: “naquele dia não havia mais de vinte pessoas nas arquibancadas e um cão que latia durante todo o jogo”. Mas aos poucos e à medida que a equipa foi vencendo e vencendo jogos, cada vez mais pessoas começaram a frequentar o estádio e as suas bancadas começaram a receber um público que, na fase final do campeonato, rondava os 12 mil espectadores. Esses números eram impensáveis para os times da capital do país, que não traziam mais de duas ou três mil pessoas por jogo.[carece de fontes?]
Além das avalanches humanas nos jogos em casa, os adeptos do Marítimo passaram a acompanhar a sua equipa por todo o país, alugando autocarros para acompanhar a equipa nas viagens ao interior. Primeiro um, quinze dias depois dois, no dia seguinte três. No último encontro como visitante em que a promoção pôde ser confirmada matematicamente, nove ônibus seguiram em caravana até a cidade de Barquisimeto, pintando-a literalmente de vermelho e verde numa demonstração de apoio e fanatismo incomum naquela época, mesmo para equipes do primeiro divisão.[carece de fontes?]
Uma vez instalado na primeira divisão, o “fenómeno Marítimo” continuou a crescer sem parar. Com Rafa Santana na bancada e Mario Pereira nos escritórios, o projeto se solidificou com o passar dos dias. Souberam escolher com precisão cirúrgica um lote de reforços de qualidade, alguns deles “esquecidos” nas suas equipas de origem, que dotaram a equipa do Marítimo de força e nível para conseguir manter aquele ritmo avassalador e vencedor, mas agora com o exigências que implicava competir numa primeira divisão.[carece de fontes?]
Foi então que chegaram ao Marítimo vários jogadores de alto nível como Daniel Nikolac, Franco Rizzi, Héctor Rivas, Juan Carlos González, Pedro Acosta, Noel “Chita” Sanvicente, Herberth Márquez, Rene Muñoz, entre outros. Estes jogadores permaneceram no clube durante várias temporadas consecutivas, construindo uma espinha dorsal e um núcleo de mística e qualidade, que, reforçados ocasionalmente aqui e ali em cada temporada, deram ao clube uma base sólida. Muitos concordam que esta foi a principal razão e causa das inúmeras conquistas “vermelho-verdes”.
Os jogos da equipa tornaram-se também autênticos festivais de música, alegria e cor. Ir “ao Marítimo” tornou-se um costume de muitas famílias portuguesas que fizeram do estádio um ponto de encontro e confraternização com os amigos e vizinhos. Dentro de campo o time proporcionou aos torcedores muitas tardes de satisfação.

### Década de ouro
O Marítimo tornou-se o dominador do futebol nacional, razão pela qual não teve apenas adeptos portugueses. Muitos venezuelanos e torcedores de futebol das mais diversas nacionalidades adotaram o Marítimo como time preferido. Assim, por exemplo, na popular freguesia de 23 de Janeiro, muitos dos habitantes tornaram-se Maritimistas porque Héctor Rivas, um dos pilares da equipa lusitana e que era originário da freguesia, actuava nas fileiras dos “vermelhos e verdes”. " equipe. Este caso se repetiu em outros setores e por causa de outros jogadores do time.
A admiração pela equipa da capital espalhou-se por todo o território nacional e em cada estádio onde a equipa “vermelho-verde” se apresentou, os adeptos locais acorreram em massa para poder ver ao vivo esta lendária equipa. Franco Rizzi, capitão do então chamado “Encouraçado Rojiverde”, lembra daqueles tempos em que o Marítimo era um fenômeno de bilheteria: “Quando o Marítimo visitou o interior do país, os jogadores e dirigentes da equipe adversária ficaram felizes, porque muitas vezes com o receitas provenientes do dinheiro dos bilhetes devido às multidões que a nossa visita gerou, puderam actualizar os pagamentos aos jogadores das equipas que visitámos, bem como outras dívidas que os clubes tinham", comenta este reduto do Marítimo e do nacional equipe com orgulho.
Em dez jogos na primeira divisão, C.S. O Marítimo iniciou um ciclo vitorioso que trouxe quatro Taças de Campeão Nacional à sua antiga sede em Los Chorros (87-88-90 e 93), e conseguiu participar cinco vezes na Taça Libertadores.
Apenas uma vez o C.S. O Marítimo terminou uma temporada abaixo do terceiro lugar, vencendo a série particular com quase todas as equipes que enfrentou na primeira divisão. Seu goleiro titular durante quase todo esse período foi Daniel Nikolac, que alcançou a invencibilidade de 970 minutos sem sofrer nenhum gol, que ainda está em vigor. Chegou a participar do famoso Torneio de Autonomia de 1987, derrotando o “União”, empatando com o Nacional, e mal caindo derrotado perante o seu “pai” o Marítimo Madeirense.

### Crise e desaparecimento (1994-1995)
Mas em 1994 a acumulação de vários erros de gestão levou a equipa a uma terrível crise financeira, que obrigou o clube luso-venezuelano a deixar sair algumas das suas figuras e a montar um plantel para a época 94-95 com muitos jovens. Para agravar a situação, a fundação que administrava o Estádio Olímpico (sede do time da capital), elevou os custos do aluguel a um preço impagável, obrigando o clube a se mudar da capital, instalando-se então no Guido Blanco, na cidade de Guatire.
Apesar de todas estas complicações, a equipa do Marítimo apelou ao seu conhecido espírito vencedor e mística e, surpreendendo a todos, conseguiu conquistar um lugar em campo na fase final do campeonato: o “Hexagonal Final”, modalidade imposta pelo a liga pela primeira e única vez naquela ocasião para disputar o campeonato daquela temporada.
Desencadeou-se então uma série de acontecimentos que levaram ao desaparecimento do Marítimo do futebol nacional. A Liga não aprovou a instalação do estádio “Guido Blanco”, em Guatire, onde o Marítimo realizou os jogos em casa nessa temporada, alegando que não tinha “as condições mínimas para jogos da fase final”. As autoridades da Liga (presididas na época por Laureano González, dirigente que declarou publicamente o seu desacordo com a existência na primeira divisão de clubes de origem estrangeira) foram inflexíveis, embora antes e depois deste caso tenham permitido que os jogos fossem disputados em muito mais estádios inseguros e em instalações menos adequadas para uma primeira divisão, do que as apresentadas pelo estádio Guatireño.
O Marítimo ficou assim privado de poder lutar na fase mais importante do torneio, aquela que determinaria o campeão e os classificados para as provas internacionais, e aquela que permitiria precisamente ao clube arrecadar os maiores rendimentos da colheita . Sentindo-se perseguidos e com os seus direitos afetados, os dirigentes marítimos da época (presididos por José Luis Ferreira), decidiram levar o caso aos tribunais cíveis. As consequências daquela decisão levaram o Marítimo a sofrer uma punição exemplar por parte da FIFA, (órgão máximo do futebol mundial e que é muito categórico na proibição de resolução de litígios relacionados com a prática do futebol fora dos recintos desportivos) que condenou a equipa a rebaixamento para a segunda divisão e multou pesadamente.
A diretoria, diante desse cenário, decidiu dissolver o time profissional, entregando as fichas aos seus jogadores e fechando as portas em meados de 1995. Assim terminou abruptamente a história do, talvez, o melhor clube de todos os tempos do futebol crioulo. O vazio deixado por esta equipa ainda não foi preenchido por nenhuma outra, e são muitos – não só os portugueses – que mantêm a esperança de que um dia as gloriosas camisolas “vermelho-verdes” voltem a ser vistas nos estádios venezuelanos e a quinta estrela ser costurada no escudo.

### “Operación Regreso”
No final de 2006, esse sentimento de nostalgia começou a intensificar-se nos corações dos Marítimos e foi impulsionado pela visita à Venezuela do presidente do Clube Sport Marítimo de Madeira, Carlos Pereira, um grupo de antigos dirigentes da equipa da capital (ex- os presidentes Mario Pereira e José Luís Ferreira) e o conselho de administração do Centro Luso de Caracas em Turumo (presidido por Manuel Pereira), iniciaram um ciclo de conversas que acabou por concretizar a fusão das duas instituições.[carece de fontes?]
Desta forma, o Centro Luso, em concorrida assembleia geral de acionistas, decidiu alterar a sua denominação social para “Centro Marítimo da Venezuela”, e assim tornar-se a nova sede do clube “tetracampeão” nacional. As vitrines da sala de troféus do clube Turumo já receberam as taças e troféus conquistados pelo time de futebol da capital, e foi iniciado um bem-sucedido processo de venda de novas ações do centro social junto à torcida “vermelho-verde”. que se espalharia e se tornaria mais difundido nos próximos meses.[carece de fontes?]
Já estava prevista a construção de um campo de futebol e o início de um projeto que, a médio prazo, reposicionaria o Marítimo na primeira divisão do futebol venezuelano. O terreno já havia recebido visita e vistoria de uma equipe de engenheiros e terraplenagem e o início formal das obras era esperado para breve. Os responsáveis pela equipa pretendiam iniciar as atividades centrando o seu trabalho nas categorias menores, começando em princípio apenas pela área de formação de talentos. Mas com uma visão de médio prazo de reativar o futebol profissional e devolver o time à primeira divisão. Muitos esperavam ansiosamente que esse sonho se tornasse realidade. Porém, o Marítimo foi desfiliado no ano seguinte por ter ido a tribunal num conflito com a FVF, pelo que os adeptos portugueses ficaram novamente sem equipa.[carece de fontes?]

### Retorno
O clube reapareceu no final de novembro de 2022 e conquistou a vaga do Unión Local Andina na Segunda Divisão da La Liga Futve, onde jogará a partir da temporada 2023.

## Títulos
| Nacionais | Nacionais                                | Nacionais | Nacionais                           |
|           | Competição                               | Títulos   | Temporadas                          |
| --------- | ---------------------------------------- | --------- | ----------------------------------- |
|           | Campeonato Venezuelano                   | 4         | 1986-87, 1987-88, 1989-90 e 1992-93 |
|           | Copa Venezuela                           | 2         | 1988 e 1988                         |
|           | Campeonato Venezuelano - Segunda Divisão | 1         | 1985                                |